# Heteroschizomus goodnightorum
Espèce
Synonymes
- Stenochrus goodnightorum (Rowland, 1973)

Heteroschizomus goodnightorum est une espèce de schizomides de la famille des Hubbardiidae.

## Distribution
Cette espèce est endémique du Mexique. Elle se rencontre au  Yucatán et au Quintana Roo.

## Description
Le mâle holotype mesure 9,7 mm et le mâle paratype 6,6 mm.
Les femelles mesurent de 3,0 à 3,6 mm.

## Étymologie
Cette espèce est nommée en l'honneur de Charles J. Goodnight et Marie Louise Goodnight.

## Publication originale
- Rowland, 1973 : A new genus and several new species of Mexican schizomids (Schizomida:Arachnida). Occasional Papers Museum Texas Tech University, no 11, p. 1-23 (texte intégral).